# Контой
Конто́й (рос. Контой) — село у складі Борзинського району Забайкальського краю, Росія. Входить до складу Кондуйського сільського поселення.

## Історія
Село утворено 2013 року шляхом виділення з села Кондуй.